# Očeretyne
Očeretyne (ukrajinsky Очеретине, rusky Очеретино – Očeretino) je sídlo městského typu v Doněcké oblasti na Ukrajině. K roku 2015 v něm žilo přes tři tisíce obyvatel.

## Poloha a doprava
Očeretyne leží bezmála padesát kilometrů severozápadně od Doněcku, správního střediska oblasti. Je zde železniční stanice, do které vede od západu trať z Pokrovsku a na východ pokračuje jedna trať na jihovýchod přes Avdijivku do Doněcku a Jasynuvaty, jednak trať na východ do Horlivky. Obě tratě na východ ale procházejí frontou války na východní Ukrajině a jsou přerušeny.

## Dějiny
Očeretyne bylo založeno v roce 1880 v souvislosti s výstavbou železnice a železniční stanice. Od roku 1957 má status sídla městského typu.